# Juan Luis Cipriani Thorne
Juan Luis Cipriani Thorne (Lima, 28. prosinca 1943.) peruanski je prelat Katoličke Crkve. Bio je nadbiskup Lime od 1999. do 2019. godine. Biskup je od 1988., a kardinalom je proglašen 2001. godine.
Bio je jedan od kardinala izbornika koji su sudjelovali na papinskoj konklavi 2013. godine na kojoj je izabran papa Franjo.